# Hintersee (Bayern)

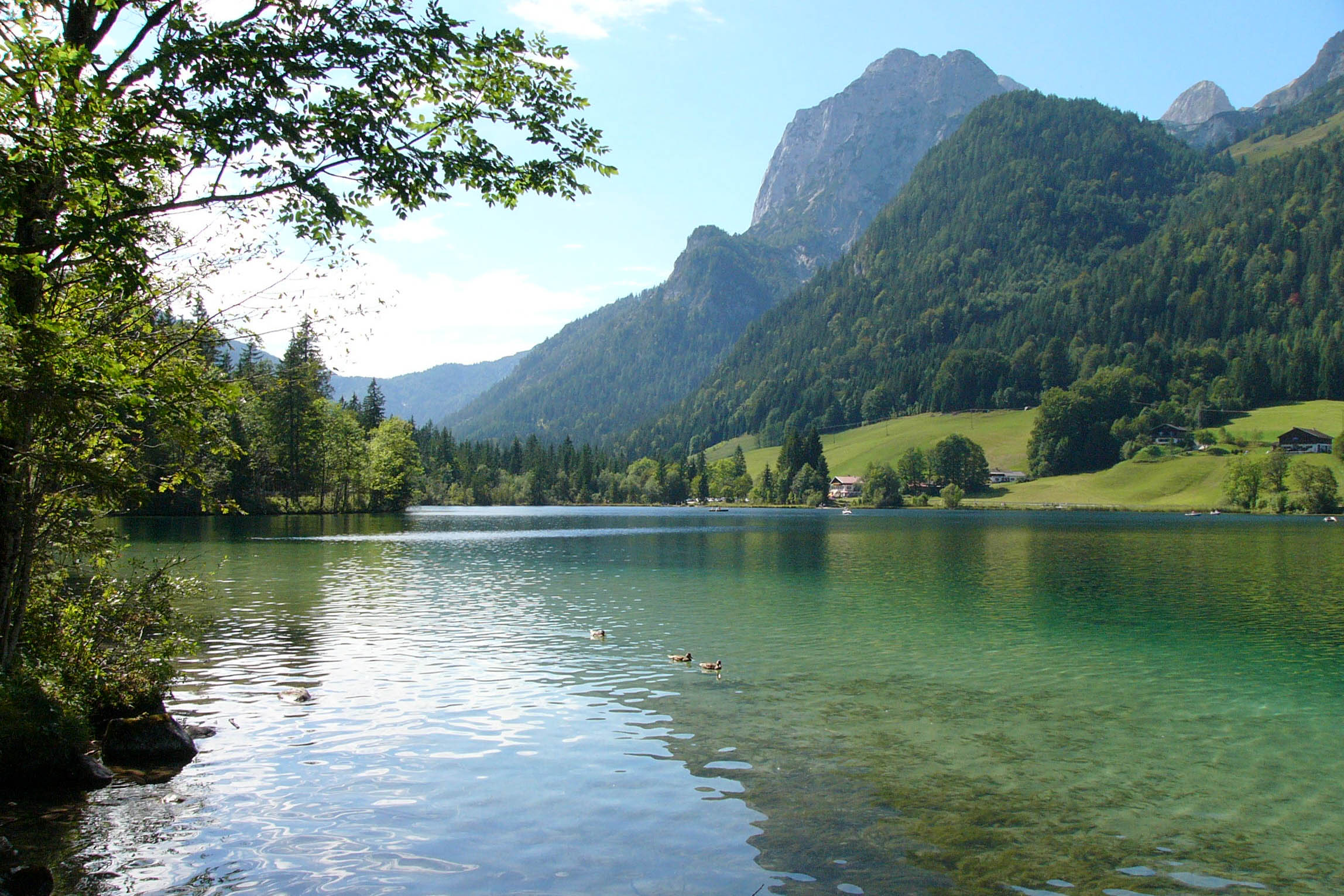
Hintersee

Hintersee är en insjö i Alperna i det tyska förbundslandet Bayern. Den ligger väster om orten Ramsau och täcker en area på 16 hektar.
Ett flertal målare som Carl Rottmann besökte sjön för att avbilda den på sina tavlor.
Sjöns vattenyta ligger vid 789 meter över havet. Hintersee är i genomsnitt 7 meter djup och det maximala djupet är 18 meter. Tillrinningsområdet är 41,7 km² stort. Sjön avvattnas av Sillersbach som kort efter utloppet förenar sig med Klausbach och vattendraget heter från den punkten Ramsauer Ache.